# IEC 60027
IEC 60027 es la Norma internacional de la Comisión Electrotécnica Internacional para Símbolos literales utilizados  en electrotecnia.
Se compone de siete partes:
- IEC 60027-1: Generalidades
- IEC 60027-2: Telecomunicaciones y electrónica
- IEC 60027-3: Magnitudes logarítmicas, magnitudes conexas y sus unidades
- IEC 60027-4: Máquinas eléctricas rotativas
- IEC 60027-6: Control automático
- IEC 60027-7: Producción, transporte y distribución de energía eléctrica

Otra norma muy relacionada con las magnitudes y unidades es la ISO 31. Tanto la norma ISO 31 como la IEC 60027 son revisadas por dos organismos de normalización que trabajan en colaboración. La norma revisada y harmonizada se conoce como la ISO/IEC 80000, Magnitudes y unidades, y sustituye tanto a la ISO 31 en su totalidad, como a parte de la IEC 60027.